# Cham-Mysterien

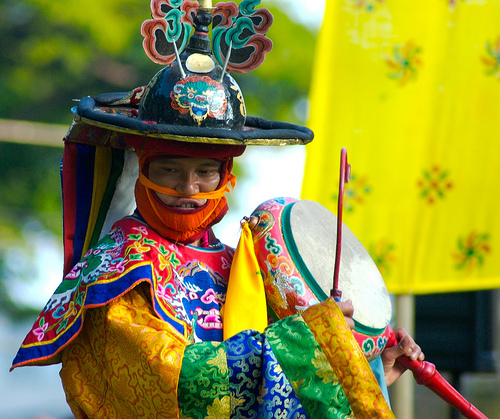
Cham-Tänzer schlägt die Stieltrommel chos-rnga

Cham-Mysterien oder Cham-Tänze sind von Gesang begleitete Maskentänze der rituellen tibetischen Musik. Sie werden sowohl im Bön als auch von tibetischen Buddhisten aufgeführt.
Die Ursprünge der Cham-Mysterien liegen in den rituellen Tänzen und Gesängen des Schamanismus. Im Bön wurden dann diese Mysterien bereits institutionalisiert. Die Nyingmapa, die wesentlich vom Bön beeinflusst wurden, übernahmen dann diese rituellen Tänze. Innerhalb dieser Sekte bewahrte man auch Texte auf, in denen genaue und detaillierte Anweisungen sowohl für die Choreographie als auch die Ikonographie der Masken und Kostüme aufgezeichnet waren.

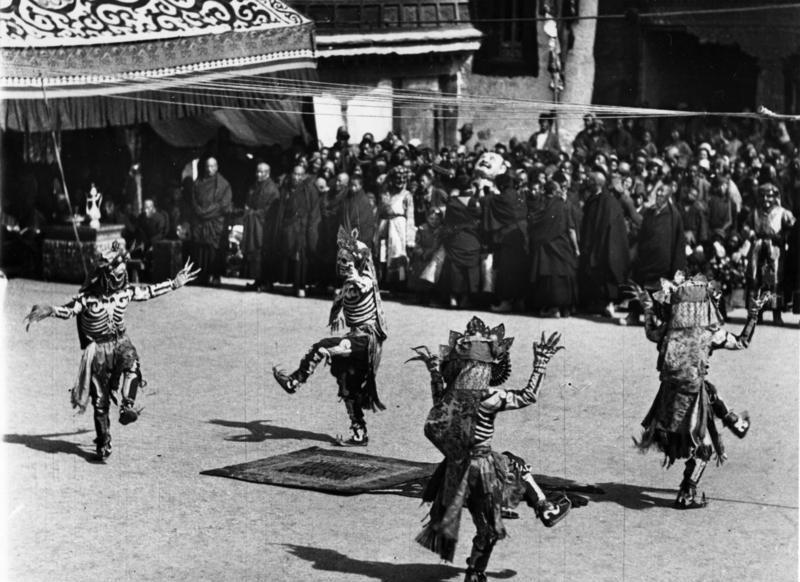
Tibetische Maskentänzer

Die Cham-Mysterien dauern zwei bis drei Tage. Die Tänze werden von Stieltrommeln (chos-rnga) und Paarbecken (rol-mo) rhythmisch begleitet. Die Tänzer schlagen die Trommeln und bewegen sich ähnlich wie die Bön-Magier, die Schamanentrommeln spielen. Sie bereiten sich durch Fasten, Meditation und Visualisierung von Gottheiten auf ihre Rolle vor. Der Sinn der Mysterien wird darin gesehen, dass durch die magische Beschwörung die Gottheiten, die dargestellt werden, sich im Darsteller verkörpern und sich in Masken und Symbolen manifestieren.
Die buddhistischen Aufführungen beginnen mit Schwarzhut-Zauberern, die die mächtigen Bön-Magier darstellen. Diese tragen Phurbus und exorzieren den Platz von schlechten Einflüssen und Dämonen.
Die Kämpfe zwischen Padmasambhava und den feindlichen Bön-Magiern und Gottheiten werden im Nyingma-Orden in der Aufführung besonders hervorgehoben. Auch andere historische Vorkommnisse werden aufgeführt.
Der Auftritt von Yama, dem Gott des Todes, und seiner Gefolgschaft symbolisiert den Bardo, der im tibetischen Buddhismus besonders wichtig ist. Am Ende der Mysterien erscheint Yamantaka, der Überwinder des Todes, und besiegt Yama und seine Gefolgschaft. Die Mysterien sollen alles Negative bannen und die Zuschauer von angehäuften schlechten Taten und Gedanken befreien.